# Carel Adriaan Jan Meijer
Jhr. Carel Adriaan Jan Meijer ('s-Hertogenbosch, 7 maart 1864 - Baarn, 27 september 1927) was een Nederlands officier. Hij was medeoprichter van de Nederlandse Vereniging voor Rode Kruishonden. In 1921 werd hij benoemd tot Ridder der Johanniter Orde in Nederland.

## Familie
Meijer was een telg van het militaire geslacht Meijer. Hij werd geboren als enige zoon van generaal-majoor jhr. Jan Eduard Adriaan Meijer (1839-1904) en Henriette Susanna Maas Geesteranus (1841-1921). Hij huwde op 30 mei 1895 Marie van Maasdijk (Haarlem, 5 november 1873 - Scheveningen, 6 juli 1911), dochter van predikant dr. Auguste Chrétien Joseph van Maasdijk (1842-1916) en Elizabeth Josephine van Leeuwen (1840-1913). Zij kregen 3 kinderen:
- Elisabeth Josephine Marie (1896-1973) huwde op 6 november 1917 (echtscheiding 1926) Jan Willem Daniël Kuijl (1889-1979), op 6 december 1926 Marius Adrianus Gabriël van der Leeuw (1894-1936), op 31 december 1946 (echtscheiding 1955) Hendrik Jan Lodewijk Francken (1903-1967) en op 17 oktober 1961 dr. Cornelis Hendrik van der Leeuw (1890-1973)
- Cordula Henriette Judith (1898-1970) huwde op 24 november 1925 jhr. Henri Corneille Wolter Gockinga (1892-1978), lid van de familie Gockinga
- ds. Jan Carel (1907-1986) huwde op 28 augustus 1939 Wilhelmina Albertina Vinke (1911-2001), een kleindochter van de reder Albertus Vinke

Meijer huwde een tweede maal op 20 april 1920 met Savina Johanna Fockema (1873-1938), dochter van dr. Auke Fockema (1843-1913) en Henriette Johanna van de Poll (1849-1913). Zij woonden in Baarn in de villa "Frisia State" aan Amalialaan 8, waar een Friese stijlkamer was ingericht die voor publiek te bezichtigen was. Meijer stierf op 63-jarige leeftijd en werd op 30 september 1927 bijgezet in het familiegraf op de algemene begraafplaats aan de Zilverakkerweg in Dieren.

## Loopbaan

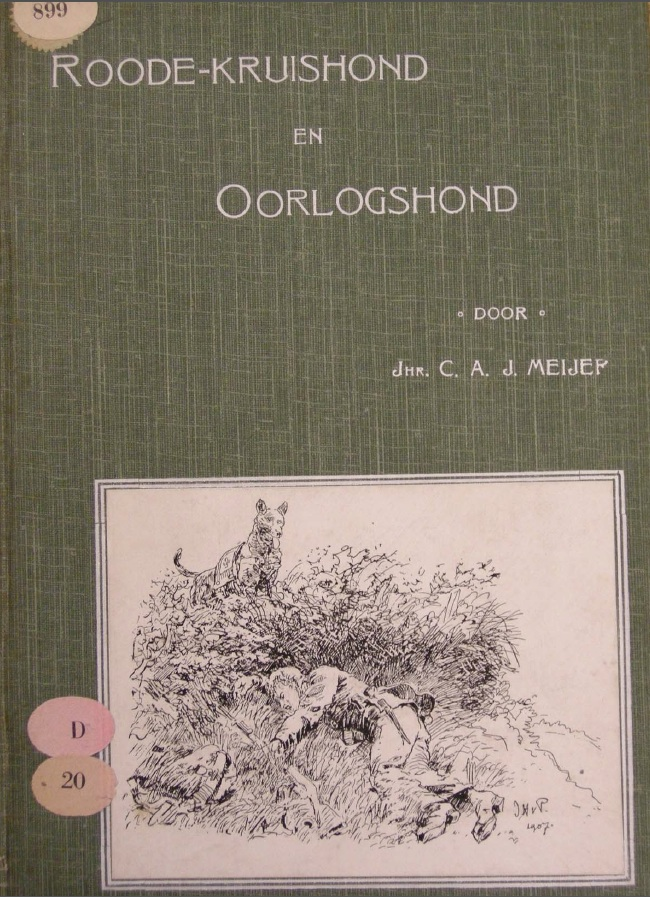
Roode-Kruishond en Oorlogshond door jhr. C.A.J. Meijer

Meijer werd in 1884 als sergeant toegelaten tot het instructiebataljon te Kampen voor de opleiding tot officier, welke hij in 1887 voltooide. Hij werd geplaatst bij het Regiment Grenadiers en Jagers. In 1890 werd hij benoemd tot 2de luitenant. Hij werd geplaatst in het 3de bataljon 6de regiment in garnizoen te Breda, waar hij in 1894 werd bevorderd tot 1ste luitenant. In 1900 werd hij opnieuw geplaatst bij het Regiment Grenadiers en Jagers. In augustus 1905 kreeg Meijer de rang van kapitein en in 1916 werd hij bevorderd tot majoor. Op 1 november 1921 werd hij op eigen verzoek met pensioen gesteld.
Meijer werd in 1926 bestuurslid van de vereniging "Baarn's Bloei", een vereniging tot bevordering van het vreemdelingenverkeer en de welvaart van Baarn, en hij was voorzitter van de permanente Oranje-Commissie in Baarn. Meijer was tevens lid van de Gewestelijke Landstormcommissie.

#### Rode-Kruishonden en Oorlogshonden
In zijn loopbaan legde Meijer zich toe op het trainen van honden voor de landmacht en het Rode Kruis. Hij was auteur van het in 1907 uitgegeven boekje Roode-Kruishond en Oorlogshond. Bij schrijven van 19 augustus 1912, IIe Afd. no 628 droeg de Minister van Oorlog aan Meijer op om proeven te nemen met hondentractie voor de infanterie-mitrailleurs. Hiervoor werd met medewerking van de heer Van Tilburg, een rijwielfabrikant uit Den Haag, een model voor een mitrailleurwagentje ontworpen. Na 6 maanden experimenteren, werd een rapport aan de Minister van Oorlog aangeboden. De resultaten bleven in beginsel geheim. Op 13 juni 1913 deelde de Minister van Oorlog mee: "De gunstige resultaten met het gebruik van honden als trekkracht verkregen bij de, door Kapitein Jhr. C.A.J. Meijer zo goed geleide beproeving, mij in beginsel besluiten om deze trekkracht niet zonder meer prijs te geven" (IIIe afdeeling No 280). De proeven werden voortgezet en daartoe werd een sectie mitrailleurs opgezet. Alvorens de plaats in de gelederen in te nemen, werd de honden gekeurd en kregen ze als rijkshond een stamboeknummer en werd op een stamboekkaart van het betreffende regiment infanterie ingeschreven. Tijdens de mobilisatie kreeg Meijer de opdracht voor verschillende plaatsen in Nederland honden aan te kopen voor mitrailleurbespanningen.
In 1908 was Meijer betrokken bij de oprichting van de Nederlandse Vereniging voor Rode Kruishonden (goedgekeurd bij K.B. van 27 mei 1909 nr 7), waarvan hij voorzitter werd. In de Eerste Wereldoorlog is Meijer actief geweest als begeleider van Rode Kruishonden op de slagvelden in Argonne. Meijer was tevens voorzitter van de Kynologen Club Den Haag en werd hij in 1921 voorzitter van de afdeling voor de gemeenten Baarn, Eemnes, Soest en Bunschoten van de Nederlandsche Vereeniging tot Bescherming der Dieren.

## Erkenningen
In 1911 werd Meijer bij Koninklijk Besluit vergunning verleend tot het dragen van het Insigne de Mérite de la Croix Rouge de Belgique. Hij kreeg voor zijn werk voor het Rode Kruis op 13 juni 1916 door prins Hendrik ook het Kruis van Verdienste van het Nederlandse Rode Kruis uitgereikt. Verder werd Meijer, naast het Mobilisatiekruis 1914-1918, op 23 november 1929 postuum het Witte Mobilisatiekruis toegekend, welke in ontvangst werd genomen door zijn weduwe.